# Пиеро Дузио
Пиеро Дузио на италиански: Piero Dusio е бивш пилот от Формула 1. Роден на 13 октомври 1899 г. в Скурцоленго, Италия.

## Формула 1
Пиеро Дузио прави своя дебют във Формула 1 в Голямата награда на Италия през 1952 г. В световния шампионат записва 1 състезания като не успява да спечели точки, състезава се с Циситалия.